# Nikolai-E.-Bersarin-Brücke

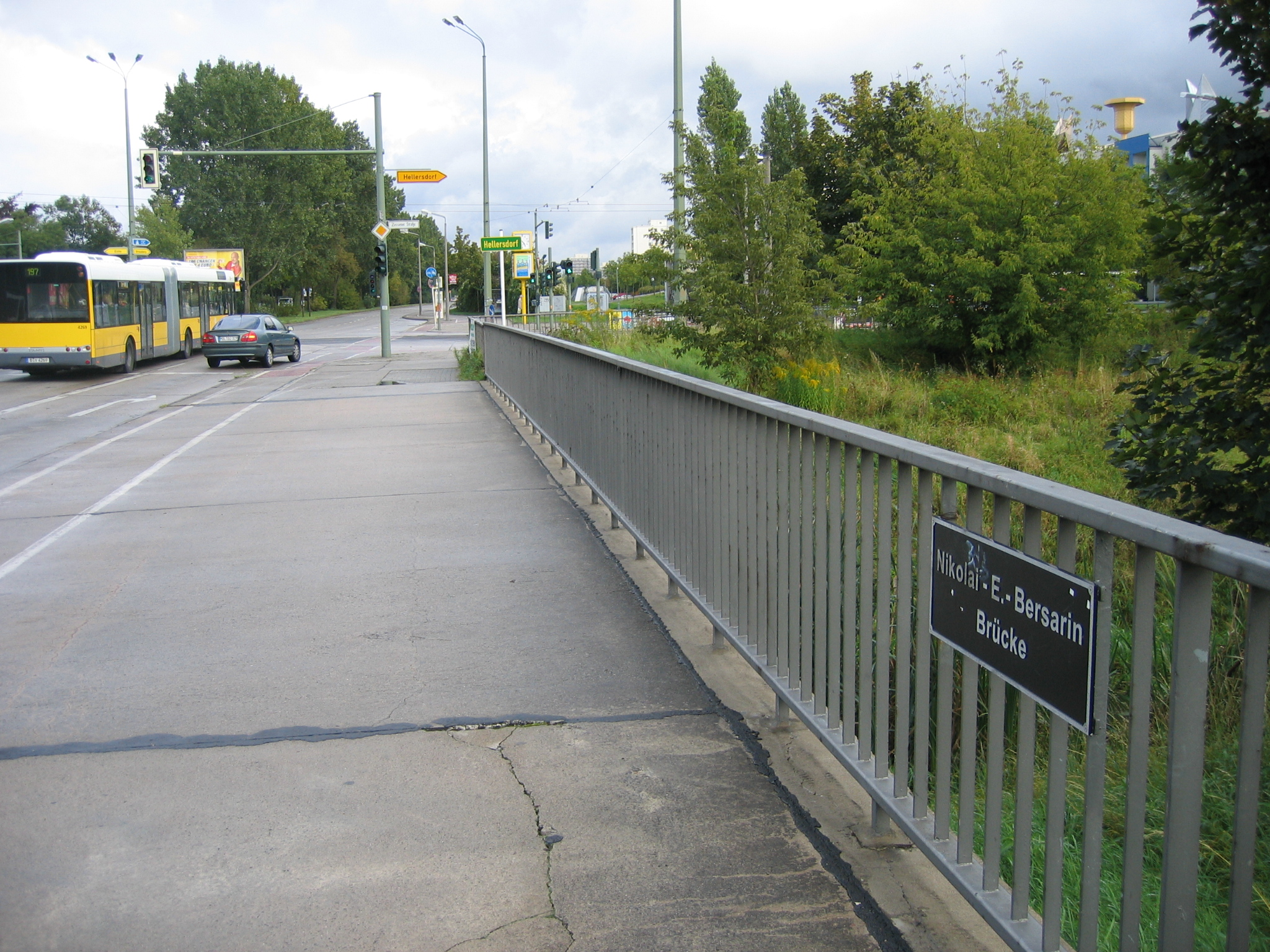
Nikolai-E.-Bersarin-Brücke mit dem Namensschild am Geländer

Die Nikolai-E.-Bersarin-Brücke ist eine Straßenbrücke über den Fluss Wuhle an der Ostgrenze des Berliner Ortsteils Marzahn. Die Brücke überführt die Landsberger Allee, die im angrenzenden Ortsteil Hellersdorf als Landsberger Chaussee fortgesetzt wird. Westlich der Überführung liegt das in den 1990er Jahren errichtete Wohngebiet Landsberger Tor.

## Geschichte
Am 21. April 2005 wurde die bis dahin namenlose Brücke nach dem sowjetischen Generaloberst und ersten Stadtkommandanten der Stadt Berlin Nikolai Erastowitsch Bersarin benannt. An ihrem Geländer wurde eine Gedenktafel mit dem verliehenen Namen angebracht. Das Bauwerk befindet sich etwa an der Stelle, an der am 21. April 1945 die ersten sowjetischen Soldaten der 5. Stoßarmee unter Bersarin die Stadtgrenze Berlins erreichten, die unter anderem auch durch das Haus der Befreiung symbolisiert wird.
Die Benennung der Brücke stieß auf geteiltes Echo bei der Bevölkerung, weil viele den Namen Bersarin nicht nur mit der Befreiung vom Nationalsozialismus und seiner Organisationstätigkeit beim Wiederaufbau, sondern auch mit Vergewaltigungen und Plünderungen seiner Soldaten während der Schlacht um Berlin verbanden. Diese differenzierten Meinungen wurden jedoch bereits bei der Frage, ob Bersarin weiterhin als Ehrenbürger von Berlin geführt werden soll, vom Senat mit seinem Verbleib beantwortet.

## Technische Daten
Die Brücke ist eine Stahlbeton-Balkenbrücke und besteht aus drei parallelen Teilen, die beiderseits Gehwege und Fahrbahnen führen. Mittig gibt es einen tieferliegenden Brückenteil, auf dem Straßenbahnschienen verlegt sind.
Im Berliner Brückenkataster trägt das Bauwerk die Nummer 21-089.
Die Brückenauflieger sind etwa 55 Meter lang, jeder ist um zehn Meter breit.